# Ashmeadiella foveata
Ashmeadiella foveata är en biart som beskrevs av Michener 1939. Ashmeadiella foveata ingår i släktet Ashmeadiella och familjen buksamlarbin. Inga underarter finns listade i Catalogue of Life.